# 이질 (전한)
이질(利秩, ? ~ ?)은 전한 중기의 관료로, 개국공신 이창의 증손이자 태상 이팽조의 아들이다.

## 생애
경제 후3년(기원전 141년), 아버지 이팽조의 뒤를 이어 대후(軑侯)에 봉해졌다.
원봉 원년(기원전 110년), 동해태수 재임 중 함부로 병력을 징발하여 호위를 시킨 죄로 참형에 처하게 되었으나 사면받았고, 작위는 박탈되었다.

## 출전
- 사마천, 《사기》 권19 혜경간후자연표
- 반고, 《한서》 권16 고혜고후문공신표